# Čcheng-tu

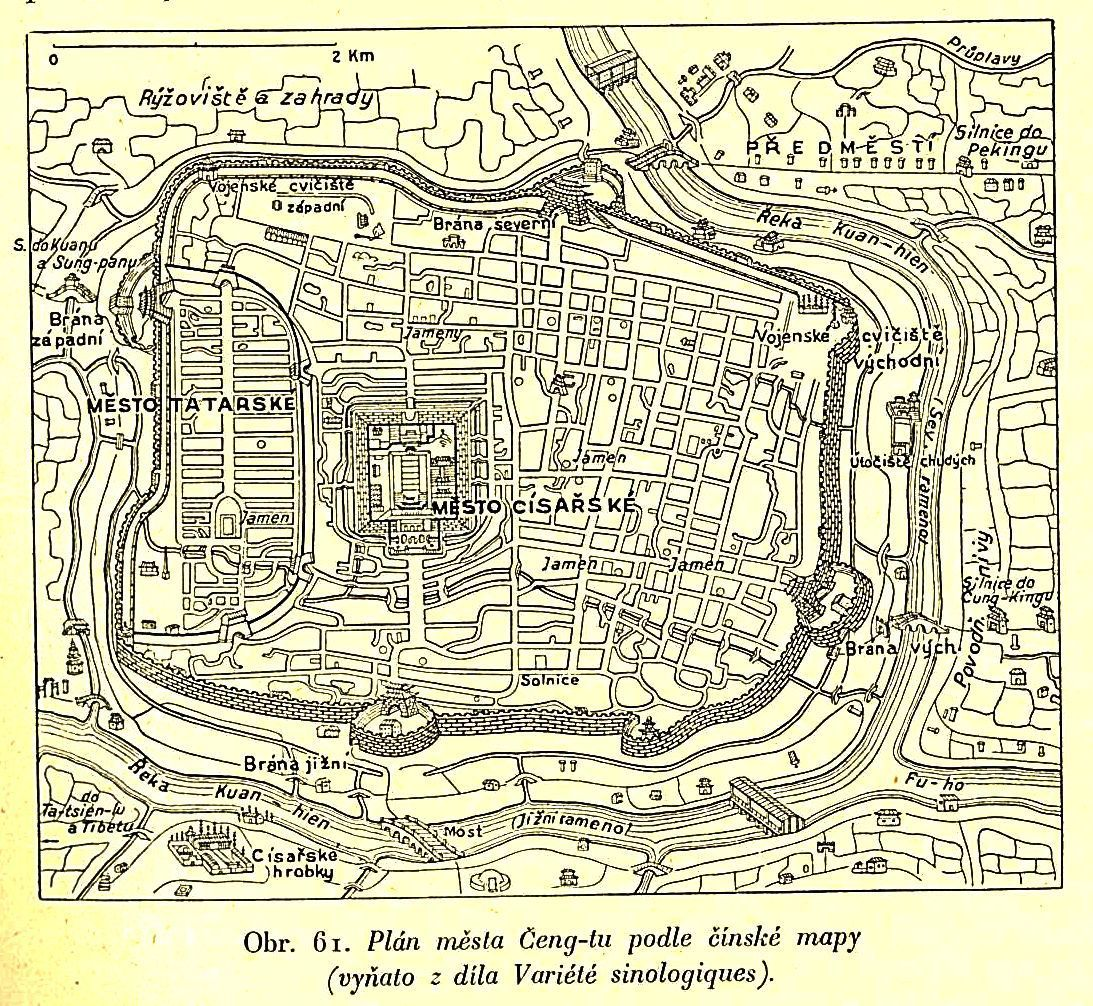
Mapa starého Čcheng-tu

Čcheng-tu (čínsky pchin-jinem Chéngdū, znaky 成都) je město v jihozápadní Číně, hlavní město provincie S’-čchuan. Počet obyvatel v celé metropolitní oblasti byl k roku 2020 téměř 21 milionů, což z Čcheng-tu činí šesté největší město země; Čcheng-tu je také jedno z nejdůležitějších ekonomických center země.

## Doprava
Jihozápadně od jádra města leží mezinárodní letiště Čcheng-tu Šuang-liou, jedno z nejvytíženějších v zemi. Přímé spoje sem létají například ze Singapuru, Bangkoku, Tokia, Soulu či Amsterdamu; od srpna 2016 pak též z Prahy.

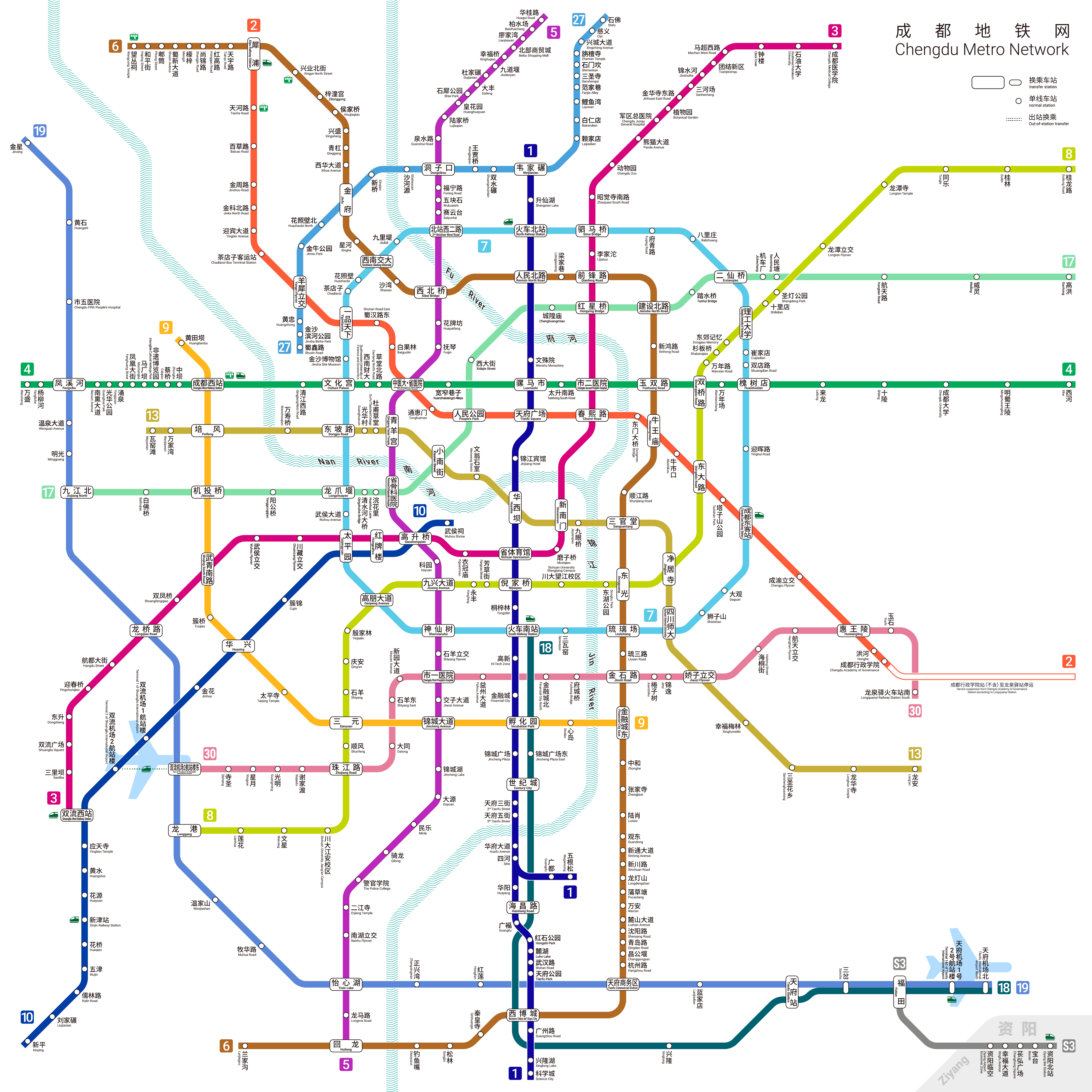
Síť metra Čcheng-tu

V samotném Čcheng-tu funguje od prosince 2010 metro, které má k roku 2016 čtyři linky a je dále rozšiřováno. Linka 10 vedoucí na letiště Čcheng-tu Šuang-liou byla otevřena koncem roku 2017.

## Administrativní členění
Čcheng-tu se řadí mezi subprovinční města. Člení se na dvacet celků okresní úrovně, a sice čtrnáct městských obvodů, pět městských okresů a tři okresy.
| Ťin-ťiang Čching-jang Ťin-niou Wu-chou Čcheng-chua Lung-čchüan-i Čching-paj-ťiang Sin-tu Wen-ťiang Šuang-liou Pchi-tu Sin-ťin okres · Ťin-tchang okres · Ta-i okres · Pchu-ťiang městský okres · Tu-ťiang-jen městský okres · Pcheng-čou městský okres · Čchiung-laj městský okres · Čchung-čou městský okres · Ťien-jang |          |                       |                    |                                  |
| Název | Název    | Počet obyvatel (2020) | Rozloha km² (2020) | Hustota zalidnění (obyv. na km²) |
| český přepis | znaky    | Počet obyvatel (2020) | Rozloha km² (2020) | Hustota zalidnění (obyv. na km²) |
| Městské obvody |          |                       |                    |                                  |
| Ťin-ťiang | 锦江区   | 902 933               | 59                 | 15 193                           |
| Čching-jang | 青羊区   | 955 954               | 67                 | 14 347                           |
| Ťin-niou | 金牛区   | 1 265 398             | 107                | 11 871                           |
| Wu-chou | 武侯区   | 1 855 186             | 121                | 15 294                           |
| Čcheng-chua | 成华区   | 1 381 894             | 108                | 12 760                           |
| Lung-čchüan-i | 龙泉驿区 | 1 346 210             | 559                | 2 407                            |
| Čching-paj-ťiang | 青白江区 | 490 091               | 371                | 1 322                            |
| Sin-tu | 新都区   | 1 558 466             | 499                | 3 121                            |
| Wen-ťiang | 温江区   | 967 868               | 264                | 3 672                            |
| Šuang-liou | 双流区   | 2 659 829             | 1 064              | 2 500                            |
| Pchi-tu | 郫都区   | 1 672 025             | 435                | 3 842                            |
| Sin-ťin | 新津区   | 363 591               | 331                | 1 099                            |
| Městské okresy |          |                       |                    |                                  |
| Tu-ťiang-jen | 都江堰市 | 710 056               | 1 204              | 590                              |
| Pcheng-čou | 彭州市   | 780 399               | 1 379              | 566                              |
| Čchiung-laj | 邛崃市   | 602 973               | 1 377              | 438                              |
| Čchung-čou | 崇州市   | 735 723               | 1 091              | 674                              |
| Ťien-jang | 简阳市   | 1 117 265             | 2 216              | 504                              |
| Okresy |          |                       |                    |                                  |
| Ťin-tchang | 金堂县   | 800 371               | 1 158              | 691                              |
| Ta-i | 大邑县   | 515 962               | 1 280              | 403                              |
| Pchu-ťiang | 蒲江县   | 255 563               | 582                | 439                              |
| |          |                       |                    |                                  |
| Celkem | Celkem   | 20 937 757            | 12 055             | 1 737                            |

## Sport
Od roku 2016 městské S’čchuanské mezinárodní tenisové centrum hostí na okruhu ATP World Tour profesionální tenisový turnaj mužů Chengdu Open.

## Turistické zajímavosti
- Chovná stanice pandy velké

## Zajímavosti
V oblasti Čcheng-tu je původní lokalita výskytu pandy velké; nachází se zde taktéž jedna z mála oblastí, kde se pandy vyskytují ve volné přírodě.

## Partnerská města
- Montpellier, Francie (1979)
- Lublaň, Slovinsko (1981)
- Linec, Rakousko (1983)
- Kófu, Japonsko (1983)
- Phoenix Arizona, USA (1986)
- Winnipeg, Kanada (1988)
- Mechelen, Belgie (1993)
- Palermo, Itálie (1999)
- Kimčchon, Jižní Korea (2000)
- Medan, Indonésie (2001)
- Bonn, Německo (2009)
- Maastricht, Nizozemsko (2012)